# میریانا اوگنینوویچ
میریانا اوگنینوویچ (انگلیسی: Mirjana Ognjenović؛ زادهٔ ۱۷ سپتامبر ۱۹۵۳) بازیکن هندبال اهل یوگسلاوی بود.